# Phrynium minor
Phrynium minor är en strimbladsväxtart som först beskrevs av Theodoric Valeton, och fick sitt nu gällande namn av Piyakaset Suksathan och Finn Borchsenius. Phrynium minor ingår i släktet Phrynium och familjen strimbladsväxter. Inga underarter finns listade.